# Reticulum Network Stack
Reticulum Network Stack, también conocido por las siglas RNS o simplemente Reticulum, es una infraestructura de red (protocolos, herramientas,...) gratuita y de código abierto, basada en criptografía para construir redes locales y redes de área extensa con hardware de fácil acceso. Reticulum está diseñada para funcionar incluso con conexiones de muy alta latencia, inestables y con ancho de banda extremadamente bajo.
Reticulum no es una red sino una herramienta para construir redes.

## Objetivo
El objetivo principal de Reticulum es permitir que cualquiera opere sus propias redes de comunicación digital seguras, soberanas, hacerlo barato y permitir disponer de áreas extensas con cobertura de varias redes autónomas, interconectables (formando redes en malla) e independientes sin necesidad de estructuras jerárquicas o burocráticas para controlarlas o administrarlas, mientras garantiza que las personas y comunidades tengan plena soberanía sobre sus propios segmentos de red.
Como consecuencia de esto, se empodera a la gente y comunidades permitendo que tengan sus propios sistemas de comunicación independientes, libres de control externo, manipulación, espionaje y bloqueo.
Las características de Reticulum le aportan gran resiliencia. lo cual es muy recomendable en situaciones de emergencias y desastres. Esta característica es la que ha impulsado Reticulum entre la comunidad preparacionista.

## Características diferenciales
Reticulum, como cualquier infraestructura de redes, transmite información de forma fiable de un punto a otro a través de un número indeterminado de intermediarios. Sin embargo, tiene algunas características que la distingue:
- No utiliza direcciones de origen. Ningún paquete transmitido incluye información sobre la dirección, lugar, máquina o persona desde donde se originó.
- Permite comunicación sin revelar ninguna información identificativa (anonimato de iniciador).[4] Casi todos los sistemas de red requieren cierta cantidad de coordinación, confianza y poder para funcionar. Para unirse a tales redes, necesitas la aprobación de un controlador. Esta necesidad de coordinación y confianza inevitablemente conduce a un entorno de control central, donde es muy fácil que un operador de infraestructura o un controlador gubernamental controle, altere o censure el tráfico de actores indeseados. Esto hace completamente imposible desplegar y usar redes libremente.
- No hay control central sobre el espacio de direcciones. Cada uno puede asignar tantas direcciones como necesite, cuando lo necesite.
- Garantiza conexión de extremo a extremo. Las direcciones recién generadas se vuelven globalmente alcanzables en un plazo que va de segundos a solo unos minutos.
- Las direcciones son soberanas y portátiles. Una vez creada una dirección, puede ser movida físicamente a otro lugar en la red y seguir siendo alcanzable.
- Toda la comunicación, de forma predeterminada y obligatoria, está cifrada con algoritmos potentes y modernos.
- Todas las claves de cifrado son efímeras y la comunicación ofrece secreto hacia adelante por defecto. Por tanto, se protege los mensajes anteriores incluso si la clave secreta de un dispositivo es robada posteriormente).
- Utiliza cifrado de extremo a extremo robusto, por lo que los mensajes están codificados para que solo el destinatario pueda leerlos.
- Puede funcionar con muy diferentes tipos de enlaces (completamente agnóstico del medio de propagación y, por tanto, agnóstico respecto a la capa hardware[4]). Los requisitos del canal de comunicación son: soportar al menos operación half-duplex, proveer una tasa de transferencia efectiva media de al menos 5 bits por segundo y soportar MTU de 500 bytes.[4] Por ejemplo, enlaces LoRa con RNode (de baja potencia y largo alcance), de radio por paquetes, de Ethernet, de Wi-Fi estándar, de cable serie, enlaces tunelados en tráfico de otras redes (Internet, I2P,...). Esto permite construir redes utilizando el hardware que mejor se adapte a sus necesidades pudiendo una comunicación combinando distintos tipos de conexión. Por otro lado, como Reticulum está escrito en Python, para poder ejecutar el software es necesario que el hardware pueda alojar el entorno de ejecución Python 3.x.[4] Esto puede ser conseguido usando hardware comercial de menos de 100 dólares.[4]

## Aplicaciones
Varios proyectos ya utilizan la tecnología que provee reticulum:
- Nomad Network. Plataforma cifrada y fuera de la red para compartir información y archivos a través de una red en malla resistente.
- Sideband. Aplicación cliente disponible en Android, Linux, macOS, Windows para enviar mensajes y compartir archivos a través de Reticulum.
- MeshChat. Aplicación cliente que admite texto, archivos y llamadas de voz a través de Reticulum.
- LXMF. Protocolo de transferencia de mensajes utilizado por aplicaciones como Sideband y MeshChat.
- rnsh. Herramienta para acceso seguro a línea de comandos remotos a través de redes Reticulum.
- rncp. Herramienta para copiar archivos de forma sencilla y confiable entre sistemas en una red Reticulum.
- Vehicle Node Project. Convierte los vehículos en nodos Reticulum móviles usando datos del vehículo, GPS y LoRa/WiFi.